# 쏠리드
쏠리드(SOLiD Inc., 주식회사 쏠리드)는 대한민국의 무선 통신 및 광 통신 솔루션을 제공하는 기업으로, 이동 통신 네트워크 장비 및 실내 중계기(DAS, Distributed Antenna System), O-RAN 기반 5G 네트워크 장비 등을 개발 및 공급한다. 1998년 설립되어 2005년 코스닥에 상장된 기업이며, 본사는 경기도 성남시 분당구에 위치하고 있다.

## 개요
쏠리드는 실내 및 실외 통신 환경에서의 네트워크 커버리지 및 용량 확장을 위한 솔루션을 제공한다. 4G LTE 및 5G 네트워크 구축을 위한 DAS(Distributed Antenna System), O-RAN(Open Radio Access Network) 기반의 무선 통신 장비를 개발하며, 글로벌 이동통신사 및 네트워크 사업자들에게 장비를 공급하고 있다.
쏠리드는 O-RAN 기술을 적극적으로 도입하여 개방형 네트워크 생태계 확장을 지원하고 있으며, 미국, 유럽, 아시아 지역의 주요 통신사 및 기업들과 협력하고 있다.

## 연혁
- 1998년: 쏠리테크 설립
- 2005년: 코스닥 상장
- 2012년: 쏠리드로 사명 변경
- 2013년: 일본 법인 설립
- 2017년: 월드클래스 300 기업 선정
- 2019년: SK텔레콤 'New ICT Pride Awards' 수상
- 2021년: 영국 및 독일 법인 설립
- 2024년: O-RU 장비 K-OTIC 국제 인증 획득

## 주요 제품 및 기술

### 1. DAS(Distributed Antenna System)
실내 및 지하 공간에서의 이동 통신 신호 확장을 위해 사용되는 분산 안테나 시스템으로, 대형 건물, 공항, 경기장, 터널 등에서 네트워크 품질을 향상시키는 역할을 한다.

### 2. O-RAN 솔루션
O-RAN 기반 개방형 네트워크 장비를 제공하여, 이동 통신사의 네트워크 구축 비용 절감과 유연한 네트워크 운영을 지원한다. 주요 제품으로는 O-RU(Open Radio Unit)가 있다.

### 3. 광중계기 및 소형 기지국
이동 통신 신호를 증폭하여 음영 지역 해소를 지원하는 광중계기 및 스몰셀 솔루션을 제공한다.

## 글로벌 시장 및 협력
쏠리드는 미국, 유럽, 아시아 시장에서 주요 이동 통신사와 협력하며, 다양한 국가에서 5G 및 LTE 네트워크 장비를 공급하고 있다. 특히 미국 시장에서는 주요 이동 통신사의 DAS 및 O-RAN 장비 공급업체로 활동하고 있으며, 유럽 및 일본에서도 다양한 프로젝트를 수행하고 있다.

## 같이 보기
- LTE

## 참고문헌
1. ↑  장원수, “쏠리드, 실적 대비 주가는 과도하게 낮은 편”, 인사이트코리아, 2024년 4월 25일